# Walschbronn
Walschbronn é uma comuna francesa na região administrativa de Grande Leste, no departamento de Mosela. Estende-se por uma área de 10,11 km². Em 2010 a comuna tinha 480 habitantes (densidade: 47,5 hab./km²).